# Haageocereus versicolor
Haageocereus versicolor ist eine Pflanzenart in der Gattung Haageocereus aus der Familie der Kakteengewächse (Cactaceae). Das Artepitheton leitet sich vom lateinischen Wort versicolor  für ‚bunt‘ ab und verweist auf die verschieden gefärbten Dornen.

## Beschreibung
Haageocereus versicolor wächst strauchig mit von der Basis aus verzweigten, Gruppen bildenden aufrechten oder ausgespreizten Trieben. Die Triebe erreichen bei Durchmessern von 8 Zentimeter eine Länge von bis zu 1,5 Meter. Es sind 16 bis 22  Rippen vorhanden auf denen sich weißlich bewollte Areolen befinden. Die ein bis zwei auf- oder abwärts gerichteten Mitteldornen sind gelb bis bräunlich und 1 bis 4 Zentimeter lang. Die 20 bis 30 feinen, gelblichen Randdornen weisen eine Länge von bis zu 5 Millimeter auf.
Die schlankröhrigen, weißen Blüten erreichen eine Länge von 8 bis 10 Zentimeter und einen Durchmesser von 6 bis 7 Zentimeter. Die kugelförmigen, gelben Früchte weisen einen Durchmesser von bis zu 3 Zentimeter auf.

## Verbreitung, Systematik und Gefährdung
Haageocereus versicolor ist in Peru in den Regionen Piura, Lambayeque und Tumbes in Höhenlagen bis 1500 Metern verbreitet.
Die Erstbeschreibung als Cereus versicolor erfolgte 1931 durch Erich Werdermann und Curt Backeberg. Curt Backeberg stellte die Art 1936 in die Gattung Haageocereus. Ein nomenklatorisches Synonym ist Binghamia versicolor  (Werderm. & Backeb.) J.West (1932, unkorrekter Name, ICBN-Artikel 11.4).
In der Roten Liste gefährdeter Arten der IUCN wird die Art als „Least Concern (LC)“, d. h. als nicht gefährdet geführt.

## Nachweise